# 도네츠크 인민공화국의 국가수반
도네츠크 인민공화국의 국가수반(러시아어: Глава Донецкой Народной Республики)는 도네츠크 인민공화국의 국가원수이자 행정부 수반이다. 도네츠크 인민공화국 헌법에 의거하여 5년 연임제를 따른다.

## 국가수반 선출
도네츠크 인민공화국 국가수반은 5년에 한 번, 비밀투표에 의한 보편적, 평등적, 직접적 참정권에 근거하여 실시된다. 피선거권은 도네츠크 인민공화국의 국적을 가지고 다른 국가의 국적을 가지고 있지 않은 자, 30세 이상인 자, 선거권을 가진 자와 전과가 없는 자로 4개를 모두 충족하는 자가 피선거권을 가진다.

## 역대 국가수반 명단
| 대                                                                  | 수반                  | 수반 | 임기             | 임기            | 재직 기간       | 소속 정당                     | 선거 | 비고           |
| 대                                                                  | 이름                  | 초상 | 임기 시작        | 임기 종료       | 재직 기간       | 소속 정당                     | 선거 | 비고           |
| ------------------------------------------------------------------- | --------------------- | ---- | ---------------- | --------------- | --------------- | ----------------------------- | ---- | -------------- |
| 1                                                                   | 알렉산드르 자하르첸코 |      | 2014년 11월 4일  | 2018년 8월 31일 | 3년 9개월 26일  | 도네츠크 공화국               | 2014 | , 임기 중 사망 |
| 드미트리 트라페츠니코프 권한대행 (2018년 8월 31일 ~ 2018년 9월 7일) |                       |      |                  |                 |                 |                               |      |                |
| 데니스 푸실린 권한대행 (2018년 9월 7일 ~ 2018년 11월 20일)          |                       |      |                  |                 |                 |                               |      |                |
| 2                                                                   | 데니스 푸실린         |      | 2018년 11월 20일 | 2022년 9월 30일 | 3년 10개월 10일 | 도네츠크 공화국 (통합 러시아) | 2018 | [ 5 ]          |